# Campeonato da NACAC de Atletismo Sub-23 de 2006 - Resultados
Esses foram os resultados do Campeonato da NACAC de Atletismo Sub-23 de 2006 que ocorreram de 7 a 9 de julho de 2006, no Estadio Olímpico Félix Sánchez, em Santo Domingo, na República Dominicana. Contou com a presença de 373 atletas de 32 nacionalidades distribuídos em 44 provas. 

## Resultado masculino

### 100 metros
| Posição | Bateria | Atleta              | Nacionalidade            | Tempo | Notas |
| ------- | ------- | ------------------- | ------------------------ | ----- | ----- |
| 1       | 4       | Chris Hargrett      | Estados Unidos           | 10.42 | Q     |
| 2       | 4       | Richard Thompson    | Trindade e Tobago        | 10.43 | Q     |
| 3       | 2       | Derrick Atkins      | Bahamas                  | 10.51 | Q     |
| 4       | 4       | Andrew Hinds        | Barbados                 | 10.53 | Q     |
| 5       | 1       | Carlos Moore        | Estados Unidos           | 10.54 | Q     |
| 6       | 3       | Marcus Duncan       | Trindade e Tobago        | 10.54 | Q     |
| 7       | 4       | Jared Connaughton   | Canadá                   | 10.59 | q     |
| 8       | 3       | Brian Mariano       | Antilhas Holandesas      | 10.61 | Q     |
| 9       | 2       | Daniel Bailey       | Antígua e Barbuda        | 10.69 | Q     |
| 10      | 3       | Michael Herrera     | Cuba                     | 10.71 | Q     |
| 11      | 2       | Jesse Saunders      | Jamaica                  | 10.74 | Q     |
| 12      | 3       | Kawayne Fisher      | Jamaica                  | 10.74 | q     |
| 13      | 4       | Prince Kwidama      | Antilhas Holandesas      | 10.76 | q     |
| 14      | 3       | Adrian Durant       | U.S. Ilhas Virgens       | 10.76 | q     |
| 15      | 1       | Adrian Griffith     | Bahamas                  | 10.82 | Q     |
| 16      | 1       | Darian Forbes       | Ilhas Turks e Caicos     | 10.88 | Q     |
| 17      | 4       | Michael Henry       | Montserrat               | 10.90 |       |
| 18      | 1       | Adam Rosenke        | Canadá                   | 10.91 |       |
| 19      | 2       | Irving Guerrero     | República Dominicana     | 10.94 |       |
| 20      | 3       | Casnel Bushay       | São Vicente e Granadinas | 10.95 |       |
| 21      | 1       | Geraldo González    | República Dominicana     | 10.99 |       |
| 22      | 1       | Jorge Arturo Alonso | México                   | 11.01 |       |
| 23      | 1       | Jeffrey Vélez       | Porto Rico               | 11.02 |       |
| 24      | 2       | Courtney Bascombe   | São Vicente e Granadinas | 11.08 |       |
| 25      | 2       | Jorge Jiménez       | Costa Rica               | 11.18 |       |
| 26      | 3       | Khalid Brooks       | Anguila                  | 11.19 |       |
| 27      | 2       | Byron Frost         | Belize                   | 11.34 |       |
| 28      | 1       | Jermaine Williams   | Belize                   | 11.44 |       |

| Posição | Bateria | Atleta            | Nacionalidade        | Tempo | Notas |
| ------- | ------- | ----------------- | -------------------- | ----- | ----- |
| 1       | 2       | Derrick Atkins    | Bahamas              | 10.14 | Q     |
| 2       | 2       | Carlos Moore      | Estados Unidos       | 10.26 | Q     |
| 3       | 1       | Chris Hargrett    | Estados Unidos       | 10.28 | Q     |
| 4       | 2       | Marcus Duncan     | Trindade e Tobago    | 10.45 | Q     |
| 5       | 1       | Richard Thompson  | Trindade e Tobago    | 10.46 | Q     |
| 6       | 1       | Jared Connaughton | Canadá               | 10.54 | Q     |
| 7       | 2       | Daniel Bailey     | Antígua e Barbuda    | 10.55 | q     |
| 8       | 1       | Andrew Hinds      | Barbados             | 10.57 | q     |
| 9       | 1       | Brian Mariano     | Antilhas Holandesas  | 10.58 |       |
| 10      | 2       | Jesse Saunders    | Jamaica              | 10.59 |       |
| 11      | 1       | Adrian Griffith   | Bahamas              | 10.63 |       |
| 12      | 2       | Michael Herrera   | Cuba                 | 10.66 |       |
| 13      | 1       | Darian Forbes     | Ilhas Turks e Caicos | 10.66 |       |
| 14      | 1       | Kawayne Fisher    | Jamaica              | 10.70 |       |
| 15      | 2       | Prince Kwidama    | Antilhas Holandesas  | 10.87 |       |
| 16      | 2       | Adrian Durant     | U.S. Ilhas Virgens   | 10.91 |       |

| Posição           | Atleta            | Nacionalidade     | Tempo | Notas |
| ----------------- | ----------------- | ----------------- | ----- | ----- |
| Medalha de ouro   | Derrick Atkins    | Bahamas           | 10.15 |       |
| Medalha de prata  | Carlos Moore      | Estados Unidos    | 10.23 |       |
| Medalha de bronze | Chris Hargrett    | Estados Unidos    | 10.26 |       |
| 4                 | Marcus Duncan     | Trindade e Tobago | 10.40 |       |
| 5                 | Richard Thompson  | Trindade e Tobago | 10.42 |       |
| 6                 | Andrew Hinds      | Barbados          | 10.56 |       |
| 7                 | Daniel Bailey     | Antígua e Barbuda | 10.64 |       |
| 8                 | Jared Connaughton | Canadá            | 10.66 |       |

### 200 metros
| Posição | Bateria | Atleta              | Nacionalidade            | Tempo | Notas         |
| ------- | ------- | ------------------- | ------------------------ | ----- | ------------- |
| 1       | 1       | Darian Forbes       | Ilhas Turks e Caicos     | 21.05 | Q             |
| 2       | 1       | Derrick Atkins      | Bahamas                  | 21.16 | Q             |
| 3       | 1       | Michael Herrera     | Cuba                     | 21.21 | Q             |
| 4       | 4       | Jared Connaughton   | Canadá                   | 21.22 | Q             |
| 5       | 1       | Otis McDaniel       | Estados Unidos           | 21.28 | q             |
| 6       | 4       | Félix Martínez      | Porto Rico               | 21.51 | Q             |
| 7       | 4       | Robert Morton       | São Cristóvão e Nevis    | 21.54 | Q             |
| 8       | 3       | Michael Cooley      | Estados Unidos           | 21.55 | Q             |
| 9       | 2       | Marcus Duncan       | Trindade e Tobago        | 21.64 | Q             |
| 10      | 3       | Geraldo González    | República Dominicana     | 21.66 | Q             |
| 11      | 2       | Jorge Arturo Alonso | México                   | 21.71 | Q             |
| 12      | 3       | Justin McLennan     | Canadá                   | 21.81 | Q             |
| 13      | 2       | Courtney Bascombe   | São Vicente e Granadinas | 22.26 | Q             |
| 14      | 4       | Jorge Jiménez       | Costa Rica               | 22.37 | q             |
| 15      | 2       | Jermaine Williams   | Belize                   | 22.38 | q             |
| 15      | 4       | Carlos Guzmán       | República Dominicana     | 22.38 | q             |
| 17      | 1       | Byron Frost         | Belize                   | 22.71 |               |
| 18      | 3       | Kerron Harrigan     | Anguila                  | 23.50 |               |
| 19      | 4       | Richard Thompson    | Trindade e Tobago        | DSQ   | Largada falsa |

| Posição | Bateria | Atleta              | Nacionalidade         | Tempo | Notas |
| ------- | ------- | ------------------- | --------------------- | ----- | ----- |
| 1       | 2       | Derrick Atkins      | Bahamas               | 20.97 | Q     |
| 2       | 2       | Otis McDaniel       | Estados Unidos        | 21.10 | Q     |
| 3       | 1       | Jared Connaughton   | Canadá                | 21.14 | Q     |
| 4       | 2       | Darian Forbes       | Ilhas Turks e Caicos  | 21.35 | Q     |
| 5       | 1       | Robert Morton       | São Cristóvão e Nevis | 21.53 | Q     |
| 6       | 1       | Michael Cooley      | Estados Unidos        | 21.59 | Q     |
| 7       | 1       | Félix Martínez      | Porto Rico            | 21.67 | q     |
| 8       | 1       | Justin McLennan     | Canadá                | 21.84 | q     |
| 9       | 2       | Jorge Arturo Alonso | México                | 21.89 |       |
| 10      | 1       | Geraldo González    | República Dominicana  | 22.02 |       |
| 11      | 2       | Carlos Guzmán       | República Dominicana  | 22.33 |       |
| 12      | 1       | Jorge Jiménez       | Costa Rica            | 22.70 |       |
| 13      | 2       | Michael Herrera     | Cuba                  | DNF   |       |

| Posição           | Atleta            | Nacionalidade         | Tempo | Notas |
| ----------------- | ----------------- | --------------------- | ----- | ----- |
| Medalha de ouro   | Otis McDaniel     | Estados Unidos        | 20.61 |       |
| Medalha de prata  | Derrick Atkins    | Bahamas               | 20.69 |       |
| Medalha de bronze | Jared Connaughton | Canadá                | 21.14 |       |
| 4                 | Michael Cooley    | Estados Unidos        | 21.32 |       |
| 5                 | Robert Morton     | São Cristóvão e Nevis | 21.41 |       |
| 6                 | Darian Forbes     | Ilhas Turks e Caicos  | 21.42 |       |
| 7                 | Justin McLennan   | Canadá                | 21.65 |       |
| 8                 | Félix Martínez    | Porto Rico            | 21.66 |       |

### 400 metros
| Posição | Bateria | Atleta              | Nacionalidade            | Tempo | Notas |
| ------- | ------- | ------------------- | ------------------------ | ----- | ----- |
| 1       | 3       | Ricardo Chambers    | Jamaica                  | 45.95 | Q     |
| 2       | 3       | Lionel Larry        | Estados Unidos           | 46.33 | Q     |
| 3       | 3       | Michael Mathieu     | Bahamas                  | 46.34 | q     |
| 4       | 2       | Williams Collazo    | Cuba                     | 46.58 | Q     |
| 5       | 3       | Yoel Tapia          | República Dominicana     | 46.68 | q     |
| 6       | 1       | Leford Green        | Jamaica                  | 46.73 | Q     |
| 7       | 3       | Roger Polydore      | Domínica                 | 46.99 |       |
| 8       | 2       | Andretti Bain       | Bahamas                  | 47.15 | Q     |
| 9       | 1       | David Neville       | Estados Unidos           | 47.24 | Q     |
| 10      | 1       | Gavin Smellie       | Canadá                   | 47.45 |       |
| 11      | 1       | Félix Martínez      | Porto Rico               | 47.46 |       |
| 12      | 2       | Israel Robles       | República Dominicana     | 48.14 |       |
| 13      | 3       | Jamil James         | Trindade e Tobago        | 48.21 |       |
| 14      | 1       | Melville Rogers     | São Cristóvão e Nevis    | 48.25 |       |
| 15      | 2       | David Darmunt       | Trindade e Tobago        | 48.31 |       |
| 16      | 3       | Jamil Jones         | Barbados                 | 48.62 |       |
| 17      | 2       | Edennuel Reyes      | Porto Rico               | 48.99 |       |
| 18      | 1       | Carl Morgan         | Ilhas Cayman             | 49.11 |       |
| 19      | 2       | Charmant Ollivierre | São Vicente e Granadinas | 49.79 |       |
| 20      | 2       | Ira Thomson         | Canadá                   | 49.82 |       |
| 21      | 2       | Shaquan Been        | Ilhas Turks e Caicos     | 51.15 |       |
| 22      | 1       | Ackim Lewis         | Ilhas Virgens Britânicas | 52.44 |       |

| Posição           | Atleta           | Nacionalidade        | Tempo | Notas |
| ----------------- | ---------------- | -------------------- | ----- | ----- |
| Medalha de ouro   | Ricardo Chambers | Jamaica              | 45.09 |       |
| Medalha de prata  | Lionel Larry     | Estados Unidos       | 45.38 |       |
| Medalha de bronze | Williams Collazo | Cuba                 | 45.72 |       |
| 4                 | Michael Mathieu  | Bahamas              | 46.04 |       |
| 5                 | Leford Green     | Jamaica              | 46.16 |       |
| 6                 | Andretti Bain    | Bahamas              | 46.17 |       |
| 7                 | Yoel Tapia       | República Dominicana | 46.54 |       |

### 800 metros
| Posição | Bateria | Atleta               | Nacionalidade        | Tempo   | Notas |
| ------- | ------- | -------------------- | -------------------- | ------- | ----- |
| 1       | 1       | Erasmel Soriano      | Cuba                 | 1:52.78 | Q     |
| 2       | 1       | Duane Solomon        | Estados Unidos       | 1:52.89 | Q     |
| 3       | 1       | Adam Currie          | Canadá               | 1:53.32 | Q     |
| 4       | 1       | Carlos Contreras     | República Dominicana | 1:53.81 | q     |
| 5       | 1       | Jenner Pelicó        | Guatemala            | 1:54.57 | q     |
| 6       | 2       | Geoff Martinson      | Canadá               | 1:55.46 | Q     |
| 7       | 2       | Ryan Brown           | Estados Unidos       | 1:55.51 | Q     |
| 8       | 2       | Andre Drummond       | Jamaica              | 1:55.60 | Q     |
| 9       | 1       | David Vargas         | Costa Rica           | 1:55.88 |       |
| 10      | 2       | Fidencio Florián     | República Dominicana | 1:56.71 |       |
| 11      | 2       | David Darmunt        | Trindade e Tobago    | 2:02.59 |       |
| 12      | 2       | Maury Surel Castillo | Cuba                 | 2:12.31 |       |

| Posição           | Atleta           | Nacionalidade        | Tempo   | Notas |
| ----------------- | ---------------- | -------------------- | ------- | ----- |
| Medalha de ouro   | Duane Solomon    | Estados Unidos       | 1:48.96 |       |
| Medalha de prata  | Adam Currie      | Canadá               | 1:49.22 |       |
| Medalha de bronze | Geoff Martinson  | Canadá               | 1:50.11 |       |
| 4                 | Andre Drummond   | Jamaica              | 1:50.16 |       |
| 5                 | Carlos Contreras | República Dominicana | 1:54.02 |       |
| 6                 | Jenner Pelicó    | Guatemala            | 1:54.47 |       |
| 7                 | Ryan Brown       | Estados Unidos       | 1:59.07 |       |
| 8                 | Erasmel Soriano  | Cuba                 | DNF     |       |

### 1.500 metros
Final  

| Posição           | Atleta               | Nacionalidade        | Tempo   | Notas |
| ----------------- | -------------------- | -------------------- | ------- | ----- |
| Medalha de ouro   | Maury Surel Castillo | Cuba                 | 3:47.52 |       |
| Medalha de prata  | Leonel Manzano       | Estados Unidos       | 3:47.64 |       |
| Medalha de bronze | Raúl Neyra           | Cuba                 | 3:48.10 |       |
| 4                 | Shane Stroup         | Estados Unidos       | 3:48.15 |       |
| 5                 | Geoff Kerr           | Canadá               | 3:48.89 |       |
| 6                 | Andrew Coates        | Canadá               | 3:51.65 |       |
| 7                 | Ricardo Estremera    | Porto Rico           | 3:55.43 |       |
| 8                 | Carlan Arthur        | Trindade e Tobago    | 3:59.59 |       |
| 9                 | Carlos Contreras     | República Dominicana | 3:59.60 |       |
| 10                | David Vargas         | Costa Rica           | 4:05.97 |       |
| 11                | Jenner Pelicó        | Guatemala            | 4:07.29 |       |
| 12                | David Colón          | Porto Rico           | 4:11.95 |       |

### 5.000 metros
Final  

| Posição           | Atleta            | Nacionalidade        | Tempo    | Notas |
| ----------------- | ----------------- | -------------------- | -------- | ----- |
| Medalha de ouro   | Aaron Aguayo      | Estados Unidos       | 14:54.55 |       |
| Medalha de prata  | Giliat Ghebray    | Estados Unidos       | 14:55.52 |       |
| Medalha de bronze | Mark Steeds       | Canadá               | 15:02.68 |       |
| 4                 | Yovanni Adames    | República Dominicana | 15:31.94 |       |
| 5                 | Michael Salinas   | México               | 15:38.19 |       |
| 6                 | Jairo Hernández   | República Dominicana | 15:52.60 |       |
| 7                 | Ricardo Estremera | Porto Rico           | 16:10.28 |       |
| 8                 | Domingo Álvarez   | Guatemala            | 16:35.71 |       |

### 10.000 metros
Final  

| Posição           | Atleta             | Nacionalidade        | Tempo    | Notas |
| ----------------- | ------------------ | -------------------- | -------- | ----- |
| Medalha de ouro   | John Moore         | Estados Unidos       | 30:16.03 |       |
| Medalha de prata  | Jhonatan Castañeda | México               | 30:37.08 |       |
| Medalha de bronze | Joseph Campanelli  | Canadá               | 31:04.62 |       |
| 4                 | Davis Jankowski    | Estados Unidos       | 31:07.17 |       |
| 5                 | Adrian Lambert     | Canadá               | 32:15.98 |       |
| 6                 | Óscar Valdez       | República Dominicana | DNF      |       |
| 7                 | Francisco Vázquez  | República Dominicana | DSQ      |       |

### 110 metros barreiras
| Posição | Bateria | Atleta              | Nacionalidade        | Tempo | Notas |
| ------- | ------- | ------------------- | -------------------- | ----- | ----- |
| 1       | 1       | Dominic Berger      | Estados Unidos       | 13.61 | Q     |
| 2       | 1       | Mark Stewart        | Canadá               | 14.37 | Q     |
| 3       | 1       | Christopher Bethel  | Bahamas              | 14.50 | Q     |
| 4       | 2       | Jason Richardson    | Estados Unidos       | 14.52 | Q     |
| 5       | 2       | Adalberto Amador    | Porto Rico           | 14.66 | Q     |
| 6       | 2       | Ronald Forbes       | Ilhas Cayman         | 14.74 | Q     |
| 7       | 2       | Ronald Benneth      | Honduras             | 14.75 | q     |
| 8       | 2       | Ricardo Barlus      | República Dominicana | 14.94 | q     |
| 9       | 2       | Norhiher Marín      | México               | 14.95 |       |
| 10      | 1       | Luis Carlos Bonilla | Guatemala            | 15.50 |       |
| 11      | 1       | Carlos Jorge        | República Dominicana | DNF   |       |

| Posição           | Atleta             | Nacionalidade        | Tempo | Notas |
| ----------------- | ------------------ | -------------------- | ----- | ----- |
| Medalha de ouro   | Dominic Berger     | Estados Unidos       | 13.78 |       |
| Medalha de prata  | Jason Richardson   | Estados Unidos       | 13.87 |       |
| Medalha de bronze | Adalberto Amador   | Porto Rico           | 14.37 |       |
| 4                 | Christopher Bethel | Bahamas              | 14.39 |       |
| 5                 | Mark Stewart       | Canadá               | 14.43 |       |
| 6                 | Ronald Forbes      | Ilhas Cayman         | 14.44 |       |
| 7                 | Ronald Benneth     | Honduras             | 14.61 |       |
| 8                 | Ricardo Barlus     | República Dominicana | 15.10 |       |

### 400 metros barreiras
| Posição | Bateria | Atleta           | Nacionalidade        | Tempo | Notas |
| ------- | ------- | ---------------- | -------------------- | ----- | ----- |
| 1       | 1       | Kenneth Ferguson | Estados Unidos       | 49.31 | Q     |
| 2       | 1       | Bryan Steele     | Jamaica              | 49.49 | Q     |
| 3       | 2       | Ruben McCoy      | Estados Unidos       | 49.82 | Q     |
| 4       | 2       | Isa Phillips     | Jamaica              | 49.92 | Q     |
| 5       | 1       | Yasser Lismet    | Cuba                 | 51.14 | Q     |
| 6       | 1       | Argenis Batista  | República Dominicana | 52.55 | q     |
| 7       | 2       | Luis Constanzo   | República Dominicana | 52.71 | Q     |
| 8       | 1       | Camilo Quevedo   | Guatemala            | 52.79 | q     |
| 9       | 2       | Lorenzo Wickham  | Barbados             | 53.52 |       |
| 10      | 2       | Allan Ayala      | Guatemala            | 53.55 |       |
| 11      | 2       | Manuel García    | Porto Rico           | 54.35 |       |
| 12      | 2       | Kwesy Toney      | Trindade e Tobago    | 54.57 |       |
| 13      | 1       | Akido Noel       | Granada              | 56.19 |       |

| Posição           | Atleta           | Nacionalidade        | Tempo | Notas |
| ----------------- | ---------------- | -------------------- | ----- | ----- |
| Medalha de ouro   | Kenneth Ferguson | Estados Unidos       | 48.80 |       |
| Medalha de prata  | Ruben McCoy      | Estados Unidos       | 49.56 |       |
| Medalha de bronze | Isa Phillips     | Jamaica              | 49.80 |       |
| 4                 | Bryan Steele     | Jamaica              | 50.04 |       |
| 5                 | Yasser Lismet    | Cuba                 | 50.83 |       |
| 6                 | Luis Constanzo   | República Dominicana | 52.27 |       |
| 7                 | Argenis Batista  | República Dominicana | 52.69 |       |
| 8                 | Camilo Quevedo   | Guatemala            | 52.77 |       |

### 3.000 metros com obstáculos
Final  

| Posição           | Atleta                | Nacionalidade        | Tempo    | Notas |
| ----------------- | --------------------- | -------------------- | -------- | ----- |
| Medalha de ouro   | José Alberto Sánchez  | Cuba                 | 9:06.42  |       |
| Medalha de prata  | Corey Nowitzke        | Estados Unidos       | 9:08.63  |       |
| Medalha de bronze | Ryan Warrenberg       | Estados Unidos       | 9:11.36  |       |
| 4                 | James Poulin-Cadovius | Canadá               | 9:15.10  |       |
| 5                 | Yovanni Adames        | República Dominicana | 9:22.26  |       |
| 6                 | Noé Jurado            | México               | 9:28.66  |       |
| 7                 | Ricardo Estremera     | Porto Rico           | 9:28.71  |       |
| 8                 | Jairo Hernández       | República Dominicana | 9:42.91  |       |
| 9                 | David Colón           | Porto Rico           | 10:07.71 |       |
| 10                | Domingo Álvarez       | Guatemala            | 10:15.27 |       |

### Revezamento 4x100 m
Final  

| Posição           | Nacionalidades       | Atletas                                                           | Tempo | Notas |
| ----------------- | -------------------- | ----------------------------------------------------------------- | ----- | ----- |
| Medalha de ouro   | Estados Unidos       | Gary Jones Greg Bolden Chris Hargrett Carlos Moore                | 39.38 |       |
| Medalha de prata  | Bahamas              | Adrian Griffith Ravanno Ferguson Derek Carey Derrick Atkins       | 39.74 |       |
| Medalha de bronze | Trindade e Tobago    | Rondel Sorrillo Marcus Duncan Richard Thompson Emmanuel Callander | 39.98 |       |
| 4                 | Canadá               | Adam Rosenke Gavin Smellie Justin McLennan Jared Connaughton      | 40.32 |       |
| 5                 | Porto Rico           | Jeffrey Vélez Yavid Zackey Roberto Rivera Félix Martínez          | 40.49 |       |
| 6                 | Antilhas Holandesas  | Kleford Britt Prince Kwidama Christopher Adamus Brian Mariano     | 41.54 |       |
| 7                 | República Dominicana | Irving Guerrero Carlos Jorge Geraldo González Carlos Guzmán       | DSQ   |       |

### Revezamento 4x400 m
Final  

| Posição           | Nacionalidades       | Atletas                                                     | Tempo   | Notas |
| ----------------- | -------------------- | ----------------------------------------------------------- | ------- | ----- |
| Medalha de ouro   | Jamaica              | Huntley Thomas Leford Green Bryan Steele Ricardo Chambers   | 3:03.86 |       |
| Medalha de prata  | Estados Unidos       | Reggie Dardar Kenneth Ferguson Carey Lacour Lionel Larry    | 3:05.10 |       |
| Medalha de bronze | Bahamas              | Jamal Moss Michael Mathieu Oscar Green Andretti Bain        | 3:06.95 |       |
| 4                 | Porto Rico           | Edennuel Reyes Manuel García Félix Martínez Fabián Martínez | 3:12.98 |       |
| 5                 | República Dominicana | Israel Robles Eddy Batista Luis Constanzo Yoel Tapia        | 3:14.10 |       |
| 6                 | Canadá               | Benjamin Warnock Adam Rosenke Geoff Martinson Ira Thomson   | 3:14.62 |       |
| 7                 | Trindade e Tobago    | Jamil James Quincy Roberts Kwesy Toney David Darmunt        | 3:16.75 |       |

### 20 km marcha atlética
Final  

| Posição           | Atleta            | Nacionalidade        | Tempo   | Notas |
| ----------------- | ----------------- | -------------------- | ------- | ----- |
| Medalha de ouro   | Salvador Mira     | El Salvador          | 1:31:42 |       |
| Medalha de prata  | Alejandro Rojas   | México               | 1:32:01 |       |
| Medalha de bronze | Juan Guerrero     | México               | 1:33:27 |       |
| 4                 | Walter Sandoval   | El Salvador          | 1:37:50 |       |
| 5                 | Zachary Pollinger | Estados Unidos       | 1:41:17 |       |
| 6                 | Patrick Stroupe   | Estados Unidos       | 1:43:02 |       |
| 7                 | Noel Santini      | Porto Rico           | DNF     |       |
| 8                 | Wander Jose       | República Dominicana | DNF     |       |
| 9                 | Luis Gómez        | Guatemala            | DSQ     |       |

### Salto em altura
Final  

| Posição           | Atleta         | Nacionalidade         | Resultado | Notas |
| ----------------- | -------------- | --------------------- | --------- | ----- |
| Medalha de ouro   | Keith Moffatt  | Estados Unidos        | 2.27m     |       |
| Medalha de prata  | Donald Thomas  | Bahamas               | 2.21m     |       |
| Medalha de bronze | Mike Mason     | Canadá                | 2.19m     |       |
| 4                 | Mark Dillon    | Canadá                | 2.19m     |       |
| 5                 | Dusty Jonas    | Estados Unidos        | 2.14m     |       |
| 6                 | James Grayman  | Antígua e Barbuda     | 2.11m     |       |
| 7                 | Deon Brangman  | Bermudas              | 2.11m     |       |
| 8                 | Omar Wright    | Ilhas Cayman          | 2.11m     |       |
| 9                 | Eduardo Santos | Porto Rico            | 2.08m     |       |
| 10                | Adolphus Jones | São Cristóvão e Nevis | 2.05m     |       |
| 11                | Abdiel Ruíz    | Porto Rico            | 2.00m     |       |
| 12                | Pedro Piñeira  | México                | 2.00m     |       |
| 13                | Isaac Carrillo | México                | 1.95m     |       |
| 14                | Juan Mateo     | República Dominicana  | 1.85m     |       |

### Salto com vara
Final  

| Posição           | Atleta          | Nacionalidade        | Resultado | Notas |
| ----------------- | --------------- | -------------------- | --------- | ----- |
| Medalha de ouro   | Brad Gabauer    | Estados Unidos       | 5.51m     |       |
| Medalha de prata  | Lázaro Borges   | Cuba                 | 5.25m     |       |
| Medalha de bronze | Jimmie Heath    | Estados Unidos       | 5.05m     |       |
| 4                 | Jason Wurster   | Canadá               | 5.05m     |       |
| 5                 | Natanael Semeis | República Dominicana | 4.50m     |       |
| 6                 | Jorge Reynoso   | República Dominicana | NH        |       |
| 7                 | Marcos Mira     | El Salvador          | NH        |       |
| 8                 | Erick Foley     | Canadá               | NH        |       |

### Salto em comprimento
Final  

| Posição           | Atleta              | Nacionalidade        | Resultado        | Notas |
| ----------------- | ------------------- | -------------------- | ---------------- | ----- |
| Medalha de ouro   | Wilfredo Martínez   | Cuba                 | 8.03m (+0.1 m/s) |       |
| Medalha de prata  | Carlos Jorge        | República Dominicana | 7.96m (+0.9 m/s) |       |
| Medalha de bronze | Tyrone Smith        | Bermudas             | 7.90m (+0.7 m/s) |       |
| 4                 | Wilbert Walker      | Jamaica              | 7.65m (+1.2 m/s) |       |
| 5                 | Michael Morrison    | Estados Unidos       | 7.61m (+0.4 m/s) |       |
| 6                 | Reggie Lazenby      | Estados Unidos       | 7.55m (+0.2 m/s) |       |
| 7                 | Adrian Griffith     | Bahamas              | 7.49m (+0.7 m/s) |       |
| 8                 | Carlos Morgan       | Ilhas Cayman         | 7.46m (+1.0 m/s) |       |
| 9                 | Carl Morgan         | Ilhas Cayman         | 7.15m (+0.6 m/s) |       |
| 10                | Benjamin Warnock    | Canadá               | 6.76m (+0.9 m/s) |       |
| 11                | Willah Gray         | Ilhas Turks e Caicos | 5.80m (+0.6 m/s) |       |
| 12                | Wade Huber          | Canadá               | NM               |       |
| 13                | Kenrick Braithwaite | Bahamas              | NM               |       |

### Salto triplo
Final  

| Posição           | Atleta            | Nacionalidade        | Resultado         | Notas |
| ----------------- | ----------------- | -------------------- | ----------------- | ----- |
| Medalha de ouro   | Osniel Tosca      | Cuba                 | 17.01m (+0.5 m/s) |       |
| Medalha de prata  | Wilbert Walker    | Jamaica              | 16.18m (+1.0 m/s) |       |
| Medalha de bronze | Mike Whitehead    | Estados Unidos       | 15.85m (+0.9 m/s) |       |
| 4                 | John Tremidara    | Estados Unidos       | 15.75m (+0.3 m/s) |       |
| 5                 | Ayata Joseph      | Antígua e Barbuda    | 15.45m (+0.8 m/s) |       |
| 6                 | Jamal Cumberbatch | Barbados             | 14.93m (+1.1 m/s) |       |
| 7                 | Ahmad Rolle       | Bahamas              | 14.25m (+1.0 m/s) |       |
| 8                 | Maxwell Álvarez   | Guatemala            | 14.18m (+0.0 m/s) |       |
| 9                 | Olbert Lara       | República Dominicana | 14.12m (+0.7 m/s) |       |
| 10                | Luis Cherry       | República Dominicana | 13.66m (+0.6 m/s) |       |

### Arremesso de peso
Final  

| Posição           | Atleta           | Nacionalidade  | Resultado | Notas |
| ----------------- | ---------------- | -------------- | --------- | ----- |
| Medalha de ouro   | Garrett Johnson  | Estados Unidos | 20.64m    |       |
| Medalha de prata  | Russell Winger   | Estados Unidos | 19.35m    |       |
| Medalha de bronze | Reynaldo Proenza | Cuba           | 18.41m    |       |
| 4                 | Kyle Helf        | Canadá         | 17.71m    |       |
| 5                 | Walt Williams    | Granada        | 15.49m    |       |

### Lançamento de disco
Final  

| Posição           | Atleta              | Nacionalidade            | Resultado | Notas |
| ----------------- | ------------------- | ------------------------ | --------- | ----- |
| Medalha de ouro   | Adam Kuehl          | Estados Unidos           | 59.04m    |       |
| Medalha de prata  | Rashaud Scott       | Estados Unidos           | 53.36m    |       |
| Medalha de bronze | Adonson Shallow     | São Vicente e Granadinas | 50.19m    |       |
| 4                 | Jesús Sánchez Villa | México                   | 50.03m    |       |
| 5                 | Walt Williams       | Granada                  | 48.75m    |       |
| 6                 | Michael Letterlough | Ilhas Cayman             | 44.30m    |       |
| 7                 | Ramón Cotes         | República Dominicana     | 40.60m    |       |
| 8                 | Kyle Francis        | Ilhas Virgens Britânicas | 40.14m    |       |
| 9                 | Pablo Mercedes      | República Dominicana     | 35.68m    |       |

### Lançamento de martelo
Final  

| Posição           | Atleta                  | Nacionalidade        | Resultado | Notas |
| ----------------- | ----------------------- | -------------------- | --------- | ----- |
| Medalha de ouro   | Nick Owens              | Estados Unidos       | 67.87m    |       |
| Medalha de prata  | Jake Dunkleberger       | Estados Unidos       | 66.91m    |       |
| Medalha de bronze | Roberto Janet           | Cuba                 | 66.28m    |       |
| 4                 | Santiago de Jesús Loera | México               | 60.95m    |       |
| 5                 | Kyle Helf               | Canadá               | 56.06m    |       |
| 6                 | Sean Steacy             | Canadá               | 55.99m    |       |
| 7                 | David Valdés            | México               | 55.06m    |       |
| 8                 | Diego Berríos           | Guatemala            | 53.43m    |       |
| 9                 | Roberto Sawyers         | Costa Rica           | 50.34m    |       |
| 10                | Jormy Rodríguez         | Porto Rico           | 49.86m    |       |
| 11                | Michael Letterlough     | Ilhas Cayman         | 49.81m    |       |
| 12                | Evangelisto Fermín      | República Dominicana | 46.67m    |       |
| 13                | José Núñez              | República Dominicana | 42.60m    |       |

### Lançamento de dardo
Final  

| Posição           | Atleta            | Nacionalidade            | Resultado | Notas |
| ----------------- | ----------------- | ------------------------ | --------- | ----- |
| Medalha de ouro   | Eric Brown        | Estados Unidos           | 68.79m    |       |
| Medalha de prata  | Andrew Vogelsberg | Estados Unidos           | 66.69m    |       |
| Medalha de bronze | Roberto Blanco    | México                   | 64.57m    |       |
| 4                 | Darwin García     | República Dominicana     | 64.36m    |       |
| 5                 | Kenley Olivos     | Nicarágua                | 63.58m    |       |
| 6                 | Juan Castro       | República Dominicana     | 55.96m    |       |
| 7                 | Julio Lojo        | Porto Rico               | 55.45m    |       |
| 8                 | Andre Andrews     | Trindade e Tobago        | 53.41m    |       |
| 9                 | Adonson Shallow   | São Vicente e Granadinas | 52.53m    |       |
| 10                | Ramon Farrington  | Bahamas                  | 51.35m    |       |
| 11                | Carlos Morgan     | Ilhas Cayman             | 44.21m    |       |

### Decatlo
Final  

| Pos.              | Atleta           | Nacionalidade        | 100 m              | SD                  | AP            | SA           | 400 m        | 110 m C/B          | AD            | SV           | LD            | 1500 m         | PG   | Notas |
| ----------------- | ---------------- | -------------------- | ------------------ | ------------------- | ------------- | ------------ | ------------ | ------------------ | ------------- | ------------ | ------------- | -------------- | ---- | ----- |
| Medalha de ouro   | Chris Richardson | Estados Unidos       | 11.35 (1.2) 784pts | 7.50m (0.4) 935pts  | 13.46m 695pts | 1.96m 767pts | 51.51 746pts | 15.61 (0.8) 777pts | 44.30m 752pts | 4.00m 617pts | 53.64m 643pts | 5:05.80 527pts | 7243 |       |
| Medalha de prata  | Brandon Hoskins  | Estados Unidos       | 10.84 (1.2) 897pts | 6.66m (1.6) 734pts  | 13.70m 710pts | 1.87m 687pts | 49.03 860pts | 15.68 (0.8) 769pts | 40.88m 682pts | 4.20m 673pts | 45.13m 517pts | 5:00.44 557pts | 7086 |       |
| Medalha de bronze | Marcos Sánchez   | Porto Rico           | 11.15 (1.2) 827pts | 6.39m (-0.1) 673pts | 12.22m 620pts | 1.87m 687pts | 49.17 853pts | 15.89 (0.8) 745pts | 39.61m 657pts | 3.80m 562pts | 50.52m 596pts | 5:04.11 536pts | 6756 |       |
| 4                 | Gamalier Semeis  | República Dominicana | 11.42 (1.2) 769pts | 6.28m (0.7) 648pts  | 12.25m 622pts | 1.84m 661pts | 54.60 615pts | 16.77 (0.8) 648pts | 30.43m 473pts | 3.40m 457pts | 47.71m 555pts | 5:03.39 540pts | 5988 |       |
| 5                 | Joe Smith        | República Dominicana | 11.51 (1.2) 750pts | 5.01m (0.0) 384pts  | 10.36m 507pts | 1.45m 352pts | 56.28 548pts | 21.10 (0.8) 267pts | 29.14m 448pts | 2.60m 264pts | 42.12m 473pts | 5:08.22 513pts | 4506 |       |

## Resultado feminino

### 100 metros
| Posição | Bateria | Atleta             | Nacionalidade        | Tempo | Notas |
| ------- | ------- | ------------------ | -------------------- | ----- | ----- |
| 1       | 2       | Carol Rodríguez    | Porto Rico           | 11.42 | Q     |
| 2       | 1       | Shalonda Solomon   | Estados Unidos       | 11.42 | Q     |
| 3       | 2       | Cleo Tyson         | Estados Unidos       | 11.45 | Q     |
| 4       | 2       | Nyoka Cole         | Jamaica              | 11.66 | Q     |
| 5       | 1       | Rosemarie Whyte    | Jamaica              | 11.69 | Q     |
| 6       | 1       | Celiangeli Morales | Porto Rico           | 11.73 | Q     |
| 7       | 1       | Geneviève Thibault | Canadá               | 11.77 | q     |
| 8       | 2       | Nelsy Delgado      | República Dominicana | 12.05 | q     |
| 9       | 1       | Ruth Asencio       | República Dominicana | 12.30 |       |
| 10      | 2       | Kaina Martinez     | Belize               | 12.70 |       |

| Posição           | Atleta             | Nacionalidade        | Tempo | Notas |
| ----------------- | ------------------ | -------------------- | ----- | ----- |
| Medalha de ouro   | Cleo Tyson         | Estados Unidos       | 11.25 |       |
| Medalha de prata  | Shalonda Solomon   | Estados Unidos       | 11.30 |       |
| Medalha de bronze | Carol Rodríguez    | Porto Rico           | 11.40 |       |
| 4                 | Nyoka Cole         | Jamaica              | 11.57 |       |
| 5                 | Geneviève Thibault | Canadá               | 11.70 |       |
| 6                 | Rosemarie Whyte    | Jamaica              | 11.74 |       |
| 7                 | Celiangeli Morales | Porto Rico           | 12.03 |       |
| 8                 | Nelsy Delgado      | República Dominicana | 12.05 |       |

### 200 metros
Final  

Vento: +0.5 m/s
| Posição           | Atleta             | Nacionalidade        | Tempo | Notas |
| ----------------- | ------------------ | -------------------- | ----- | ----- |
| Medalha de ouro   | Shalonda Solomon   | Estados Unidos       | 22.90 |       |
| Medalha de prata  | Antonette Carter   | Estados Unidos       | 23.05 |       |
| Medalha de bronze | Carol Rodríguez    | Porto Rico           | 23.27 |       |
| 4                 | Nelsy Delgado      | República Dominicana | 24.67 |       |
| 5                 | Jennifer Gutiérrez | Porto Rico           | 24.99 |       |
| 6                 | Kerry Barrow       | Trindade e Tobago    | 25.78 |       |
| 7                 | Saira Fernández    | República Dominicana | 25.92 |       |
| 8                 | Kaina Martinez     | Belize               | 26.59 |       |

### 400 metros
| Posição | Bateria | Atleta             | Nacionalidade            | Tempo | Notas |
| ------- | ------- | ------------------ | ------------------------ | ----- | ----- |
| 1       | 2       | Shana Cox          | Estados Unidos           | 52.34 | Q     |
| 2       | 1       | Natasha Hastings   | Estados Unidos           | 52.99 | Q     |
| 3       | 1       | Clora Williams     | Jamaica                  | 53.69 | Q     |
| 4       | 2       | Nathandra John     | São Cristóvão e Nevis    | 54.23 | Q     |
| 5       | 1       | Kineke Alexander   | São Vicente e Granadinas | 54.33 | Q     |
| 6       | 1       | Ginou Etienne      | Haiti                    | 54.64 | q     |
| 7       | 2       | Nallely Vela       | México                   | 56.04 | Q     |
| 8       | 1       | Maribel Pie        | República Dominicana     | 56.72 | q     |
| 9       | 1       | Ana Martha Coutiño | México                   | 58.29 |       |
| 10      | 2       | Janelle Clarke     | Trindade e Tobago        | 58.70 |       |
| 11      | 2       | Joeisla Laureano   | Porto Rico               | 59.41 |       |
| 12      | 2       | Venecia Senyois    | República Dominicana     | DQ    |       |

| Posição           | Atleta           | Nacionalidade            | Tempo | Notas |
| ----------------- | ---------------- | ------------------------ | ----- | ----- |
| Medalha de ouro   | Shana Cox        | Estados Unidos           | 51.15 |       |
| Medalha de prata  | Natasha Hastings | Estados Unidos           | 52.11 |       |
| Medalha de bronze | Clora Williams   | Jamaica                  | 52.40 |       |
| 4                 | Kineke Alexander | São Vicente e Granadinas | 52.95 |       |
| 5                 | Ginou Etienne    | Haiti                    | 53.64 |       |
| 6                 | Nathandra John   | São Cristóvão e Nevis    | 53.68 |       |
| 7                 | Nallely Vela     | México                   | 56.11 |       |
| 8                 | Maribel Pie      | República Dominicana     | 56.31 |       |

### 800 metros
| Posição | Bateria | Atleta            | Nacionalidade        | Tempo   | Notas |
| ------- | ------- | ----------------- | -------------------- | ------- | ----- |
| 1       | 2       | Alysia Johnson    | Estados Unidos       | 2:09.52 | Q     |
| 2       | 1       | Leslie Treherne   | Estados Unidos       | 2:09.63 | Q     |
| 3       | 1       | Gabriela Medina   | México               | 2:10.84 | Q     |
| 4       | 1       | Yuneysi Santiusty | Cuba                 | 2:11.04 | Q     |
| 5       | 2       | Megan Brown       | Canadá               | 2:11.22 | Q     |
| 6       | 2       | Sonny García      | República Dominicana | 2:12.13 | Q     |
| 7       | 2       | Evamarie Guzmán   | Porto Rico           | 2:12.36 | q     |
| 8       | 2       | Irma Durán        | México               | 2:12.98 | q     |
| 9       | 1       | Nichelle Gibbs    | U.S. Ilhas Virgens   | 2:14.62 |       |
| 10      | 1       | Raquel Barquero   | Costa Rica           | 2:14.99 |       |
| 11      | 1       | Francia Green     | República Dominicana | 2:15.37 |       |
| 12      | 2       | Wendy Zúñiga      | Costa Rica           | 2:17.27 |       |

| Posição           | Atleta            | Nacionalidade        | Tempo   | Notas |
| ----------------- | ----------------- | -------------------- | ------- | ----- |
| Medalha de ouro   | Alysia Johnson    | Estados Unidos       | 2:03.87 |       |
| Medalha de prata  | Gabriela Medina   | México               | 2:05.02 |       |
| Medalha de bronze | Yuneysi Santiusty | Cuba                 | 2:05.13 |       |
| 4                 | Leslie Treherne   | Estados Unidos       | 2:05.74 |       |
| 5                 | Megan Brown       | Canadá               | 2:08.85 |       |
| 6                 | Sonny García      | República Dominicana | 2:11.71 |       |
| 7                 | Irma Durán        | México               | 2:12.04 |       |
| 8                 | Evamarie Guzmán   | Porto Rico           | 2:12.81 |       |

### 1.500 metros
Final  

| Posição           | Atleta                  | Nacionalidade        | Tempo   | Notas |
| ----------------- | ----------------------- | -------------------- | ------- | ----- |
| Medalha de ouro   | Shannon Rowbury         | Estados Unidos       | 4:20.57 |       |
| Medalha de prata  | Yuneysi Santiusty       | Cuba                 | 4:21.94 |       |
| Medalha de bronze | Jacqueline Malette      | Canadá               | 4:24.33 |       |
| 4                 | Megan Brown             | Canadá               | 4:24.41 |       |
| 5                 | Amy Lia                 | Estados Unidos       | 4:31.60 |       |
| 6                 | Anayeli Navarro         | México               | 4:31.68 |       |
| 7                 | María Guadalupe Estrada | México               | 4:33.86 |       |
| 8                 | Sonny García            | República Dominicana | 4:36.77 |       |
| 9                 | Raquel Barquero         | Costa Rica           | 4:46.56 |       |
| 10                | Wendy Zúñiga            | Costa Rica           | 4:50.48 |       |
| 11                | Francia Green           | República Dominicana | DNF     |       |

### 5.000 metros
Final  

| Posição           | Atleta                  | Nacionalidade        | Tempo    | Notas |
| ----------------- | ----------------------- | -------------------- | -------- | ----- |
| Medalha de ouro   | Yudileyvis Castillo     | Cuba                 | 16:22.39 |       |
| Medalha de prata  | Desiraye Osburn         | Estados Unidos       | 16:22.61 |       |
| Medalha de bronze | Jacqueline Malette      | Canadá               | 16:45.49 |       |
| 4                 | Laura Moulton           | Canadá               | 16:57.79 |       |
| 5                 | Jenna Kingma            | Estados Unidos       | 17:07.54 |       |
| 6                 | María Guadalupe Estrada | México               | 17:20.41 |       |
| 7                 | Anayeli Navarro         | México               | 17:30.73 |       |
| 8                 | Leomaris Herrera        | República Dominicana | 17:34.56 |       |
| 9                 | Andreina de la Rosa     | República Dominicana | 17:35.57 |       |
| 10                | Érika Méndez            | Porto Rico           | 17:42.44 |       |

### 10.000 metros
Final  

| Posição           | Atleta              | Nacionalidade        | Tempo    | Notas |
| ----------------- | ------------------- | -------------------- | -------- | ----- |
| Medalha de ouro   | Stephanie Rothstein | Estados Unidos       | 37:57.94 |       |
| Medalha de prata  | Shannon Elmer       | Canadá               | 38:42.87 |       |
| Medalha de bronze | Érika Méndez        | Porto Rico           | 39:21.60 |       |
| 4                 | Yohanna Joseph      | República Dominicana | 40:48.22 |       |

### 100 metros barreiras
| Posição | Bateria | Atleta           | Nacionalidade        | Tempo | Notas |
| ------- | ------- | ---------------- | -------------------- | ----- | ----- |
| 1       | 2       | Dawn Harper      | Estados Unidos       | 13.36 | Q     |
| 2       | 1       | Yenima Arencibia | Cuba                 | 13.44 | Q     |
| 3       | 2       | Josanne Lucas    | Trindade e Tobago    | 13.60 | Q     |
| 4       | 1       | Ashley Lodree    | Estados Unidos       | 13.65 | Q     |
| 5       | 2       | Nickiesha Wilson | Jamaica              | 13.84 | Q     |
| 6       | 2       | Juana Castillo   | República Dominicana | 13.99 | q     |
| 7       | 1       | Jeimy Bernárdez  | Honduras             | 14.37 | Q     |
| 8       | 2       | Violeta Ávila    | México               | 14.46 | q     |
| 9       | 1       | Coralys Ortiz    | Porto Rico           | 15.11 |       |
| 10      | 1       | Angélica Perdomo | República Dominicana | 16.33 |       |

| Posição           | Atleta           | Nacionalidade     | Tempo | Notas |
| ----------------- | ---------------- | ----------------- | ----- | ----- |
| Medalha de ouro   | Dawn Harper      | Estados Unidos    | 13.06 |       |
| Medalha de prata  | Josanne Lucas    | Trindade e Tobago | 13.26 |       |
| Medalha de bronze | Ashley Lodree    | Estados Unidos    | 13.31 |       |
| 4                 | Yenima Arencibia | Cuba              | 13.35 |       |
| 5                 | Nickiesha Wilson | Jamaica           | 13.64 |       |
| 6                 | Jeimy Bernárdez  | Honduras          | 14.21 |       |
| 7                 | Violeta Ávila    | México            | 14.32 |       |

### 400 metros barreiras
| Posição | Bateria | Atleta           | Nacionalidade        | Tempo   | Notas |
| ------- | ------- | ---------------- | -------------------- | ------- | ----- |
| 1       | 2       | Josanne Lucas    | Trindade e Tobago    | 57.76   | Q     |
| 2       | 1       | Erin Crawford    | Estados Unidos       | 58.43   | Q     |
| 3       | 2       | Julianna Reed    | Estados Unidos       | 58.99   | Q     |
| 4       | 1       | Nickiesha Wilson | Jamaica              | 59.03   | Q     |
| 5       | 1       | Lauren Welch     | Canadá               | 1:00.48 | Q     |
| 6       | 1       | Dayianna Vázquez | Porto Rico           | 1:01.53 | q     |
| 7       | 2       | Ennyd Díaz       | Porto Rico           | 1:04.11 | Q     |
| 8       | 2       | Anna Lovell      | Barbados             | 1:05.22 | q     |
| 9       | 1       | Mercedes Ocalina | República Dominicana | DNF     |       |

| Posição           | Atleta           | Nacionalidade     | Tempo   | Notas |
| ----------------- | ---------------- | ----------------- | ------- | ----- |
| Medalha de ouro   | Josanne Lucas    | Trindade e Tobago | 55.99   |       |
| Medalha de prata  | Nickiesha Wilson | Jamaica           | 56.77   |       |
| Medalha de bronze | Erin Crawford    | Estados Unidos    | 58.70   |       |
| 4                 | Julianna Reed    | Estados Unidos    | 59.34   |       |
| 5                 | Dayianna Vázquez | Porto Rico        | 1:00.49 |       |
| 6                 | Lauren Welch     | Canadá            | 1:00.74 |       |
| 7                 | Ennyd Díaz       | Porto Rico        | 1:02.69 |       |
| 8                 | Anna Lovell      | Barbados          | 1:02.73 |       |

### 3.000 metros com obstáculos
Final  

| Posição           | Atleta         | Nacionalidade        | Tempo    | Notas |
| ----------------- | -------------- | -------------------- | -------- | ----- |
| Medalha de ouro   | Anna Willard   | Estados Unidos       | 10:23.23 |       |
| Medalha de prata  | Cassie King    | Estados Unidos       | 10:36.97 |       |
| Medalha de bronze | Bevin Kennelly | Canadá               | 10:43.74 |       |
| 4                 | Sandra López   | México               | 10:57.90 |       |
| 5                 | Violeta Gómez  | México               | 11:26.17 |       |
| 6                 | Yohanna Joseph | República Dominicana | 12:28.94 |       |

### Revezamento 4x100 m
Final  

| Posição          | Nacionalidade        | Atletas                                                         | Tempo | Notas                     |
| ---------------- | -------------------- | --------------------------------------------------------------- | ----- | ------------------------- |
| Medalha de ouro  | Estados Unidos       | Brooklyn Morris Cleo Tyson Shareese Woods Shalonda Solomon      | 43.53 |                           |
| Medalha de prata | Porto Rico           | Ericka Navas Celiangeli Morales Jennifer Gutiérrez Érika Rivera | 46.60 |                           |
| 3                | República Dominicana | Nelsy Delgado Perla Massiel Saira Fernández Ruth Asencio        | DSQ   | Violação da zona de troca |

### Revezamento 4x400 m
Final  

| Posição           | Nacionalidade        | Atletas                                                    | Tempo   | Notas |
| ----------------- | -------------------- | ---------------------------------------------------------- | ------- | ----- |
| Medalha de ouro   | Estados Unidos       | Ashley Kidd Natasha Hastings Deonna Lawrence Shana Cox     | 3:29.05 |       |
| Medalha de prata  | México               | Ana Martha Coutiño Nallely Vela Irma Durán Gabriela Medina | 3:41.66 |       |
| Medalha de bronze | Trindade e Tobago    | Kerry Barrow Josanne Lucas Abagail David Janelle Clarke    | 3:44.23 |       |
| 4                 | República Dominicana | Saira Fernández Ruth Asencio Nelsy Delgado Perla Massiel   | 3:49.85 |       |
| 5                 | Porto Rico           | Joeisla Laureano Dayianna Vázquez Ennyd Díaz Érika Rivera  | 3:53.46 |       |
| 6                 | Canadá               | Lauren Welch Bevin Kennelly Jacqueline Malette Megan Brown | 3:59.93 |       |

### 10 km marcha atlética
Final  

| Posição           | Atleta             | Nacionalidade        | Tempo   | Notas |
| ----------------- | ------------------ | -------------------- | ------- | ----- |
| Medalha de ouro   | Verónica Colindres | El Salvador          | 50:29   |       |
| Medalha de prata  | Leisy Rodríguez    | Cuba                 | 50:51   |       |
| Medalha de bronze | Tatiana González   | México               | 51:06   |       |
| 4                 | Rachel Lavallée    | Canadá               | 51:53   |       |
| 5                 | Maria Michta       | Estados Unidos       | 52:26   |       |
| 6                 | Tania Anchondo     | México               | 53:36   |       |
| 7                 | Yolanda Quezada    | República Dominicana | 56:51   |       |
| 8                 | Lauren Davis       | Estados Unidos       | 1:04:26 |       |

### Salto em altura
Final  

| Posição           | Atleta         | Nacionalidade        | Resultado | Notas |
| ----------------- | -------------- | -------------------- | --------- | ----- |
| Medalha de ouro   | Levern Spencer | Santa Lúcia          | 1.81m     |       |
| Medalha de prata  | Fabiola Ayala  | México               | 1.78m     |       |
| Medalha de bronze | Natalie Sako   | Estados Unidos       | 1.78m     |       |
| 4                 | Sarah Wilfred  | Estados Unidos       | 1.78m     |       |
| 5                 | Wanda Hidalgo  | República Dominicana | 1.70m     |       |
| 6                 | Sandra Ogando  | República Dominicana | NH        |       |

### Salto com vara
Final  

| Posição           | Atleta            | Nacionalidade        | Resultado | Notas |
| ----------------- | ----------------- | -------------------- | --------- | ----- |
| Medalha de ouro   | Maryoris Sánchez  | Cuba                 | 4.20m     |       |
| Medalha de prata  | Jodi Unger        | Estados Unidos       | 3.90m     |       |
| Medalha de bronze | Adrianne Vangool  | Canadá               | 3.80m     |       |
| 4                 | Rudyleidy Wilmore | República Dominicana | 3.15m     |       |
| 5                 | Sue Kupper        | Canadá               | NH        |       |
| 6                 | Pamela Villagómez | México               | NH        |       |
| 7                 | Emily Enders      | Estados Unidos       | NH        |       |
| 8                 | Candy Zayas       | República Dominicana | DSQ       |       |

### Salto em comprimento
Final  

| Posição           | Atleta               | Nacionalidade        | Resultado        | Notas |
| ----------------- | -------------------- | -------------------- | ---------------- | ----- |
| Medalha de ouro   | Yudelkis Fernández   | Cuba                 | 6.60m (+1.0 m/s) |       |
| Medalha de prata  | Kierra Foster        | Estados Unidos       | 6.48m (+1.0 m/s) |       |
| Medalha de bronze | Brenda Falude        | Estados Unidos       | 6.43m (+1.9 m/s) |       |
| 4                 | Tabia Charles        | Canadá               | 6.34m (+1.3 m/s) |       |
| 5                 | Rosemarie Whyte      | Jamaica              | 5.96m (+0.5 m/s) |       |
| 6                 | Sheron Mark          | Trindade e Tobago    | 5.75m (+0.9 m/s) |       |
| 7                 | Silvienne Krosendijk | Aruba                | 5.66m (+1.3 m/s) |       |
| 8                 | Érika Rivera         | Porto Rico           | 5.62m (+0.0 m/s) |       |
| 9                 | Sandra Ogando        | República Dominicana | 5.56m (+0.9 m/s) |       |
| 10                | Claudia Lugo         | México               | 5.52m (+1.1 m/s) |       |
| 11                | Candy Zayas          | República Dominicana | DSQ              |       |

### Salto triplo
Final  

| Posição           | Atleta            | Nacionalidade        | Resultado         | Notas |
| ----------------- | ----------------- | -------------------- | ----------------- | ----- |
| Medalha de ouro   | Yarianna Martínez | Cuba                 | 14.28m (+0.3 m/s) |       |
| Medalha de prata  | Erica McLain      | Estados Unidos       | 13.92m (+0.8 m/s) |       |
| Medalha de bronze | Tabia Charles     | Canadá               | 13.62m (+0.8 m/s) |       |
| 4                 | Yvette Lewis      | Estados Unidos       | 13.30m (+0.8 m/s) |       |
| 5                 | Sheron Mark       | Trindade e Tobago    | 12.62m (+1.0 m/s) |       |
| 6                 | Claudia Lugo      | México               | 12.31m (-0.3 m/s) |       |
| 7                 | Seidre Forde      | Barbados             | 12.10m (+1.0 m/s) |       |
| 8                 | Sandra Ogando     | República Dominicana | NM                |       |

### Arremesso de peso
Final  

| Posição           | Atleta               | Nacionalidade        | Resultado | Notas |
| ----------------- | -------------------- | -------------------- | --------- | ----- |
| Medalha de ouro   | Amarachi Ukabam      | Estados Unidos       | 16.82m    |       |
| Medalha de prata  | Michelle Carter      | Estados Unidos       | 16.74m    |       |
| Medalha de bronze | Sultana Frizell      | Canadá               | 15.18m    |       |
| 4                 | Yaniuvis López       | Cuba                 | 15.09m    |       |
| 5                 | Zara Northover       | Jamaica              | 14.90m    |       |
| 6                 | Shernelle Nicholls   | Barbados             | 13.93m    |       |
| 7                 | Joeanne Jadote       | Haiti                | 12.89m    |       |
| 8                 | Yaniris Sánchez      | República Dominicana | 11.02m    |       |
| 9                 | Elizabeth del Carmen | República Dominicana | 10.43m    |       |

### Lançamento de disco
Final  

| Posição           | Atleta             | Nacionalidade        | Resultado | Notas |
| ----------------- | ------------------ | -------------------- | --------- | ----- |
| Medalha de ouro   | Amarachi Ukabam    | Estados Unidos       | 53.45m    |       |
| Medalha de prata  | Novelle Murray     | Canadá               | 51.26m    |       |
| Medalha de bronze | Kate Hutchinson    | Estados Unidos       | 50.09m    |       |
| 4                 | Keisha Walkes      | Barbados             | 49.11m    |       |
| 5                 | Chantal Spies      | Canadá               | 44.73m    |       |
| 6                 | Shernelle Nicholls | Barbados             | 43.74m    |       |
| 7                 | Norimar Llanos     | Porto Rico           | 40.38m    |       |
| 8                 | Joeanne Jadote     | Haiti                | 40.07m    |       |
| 9                 | Yahaira de la Cruz | República Dominicana | 38.55m    |       |
| 11                | Odra Peguero       | República Dominicana | NM        |       |
| 12                | Lizandra Rodríguez | Cuba                 | 52.73m    | †     |

†: Lizandra Rodríguez é listada em segundo lugar nas listas de resultados.  No entanto, ela não aparece como medalhista no Atletismo Semanal.  Ela pode ter sido desqualificada. Mais detalhes não puderam ser recuperados.

### Lançamento de martelo
Final  

| Posição           | Atleta             | Nacionalidade        | Resultado | Notas |
| ----------------- | ------------------ | -------------------- | --------- | ----- |
| Medalha de ouro   | Brittany Riley     | Estados Unidos       | 66.30m    |       |
| Medalha de prata  | Arasay Thondike    | Cuba                 | 66.28m    |       |
| Medalha de bronze | Britney Henry      | Estados Unidos       | 65.41m    |       |
| 4                 | Sultana Frizell    | Canadá               | 60.61m    |       |
| 5                 | Marie-Eve Boiselle | Canadá               | 55.04m    |       |
| 6                 | Walkiria Rivera    | Porto Rico           | 51.94m    |       |
| 7                 | Reyna Campoy       | México               | 49.88m    |       |
| 8                 | Norimar Llanos     | Porto Rico           | 46.05m    |       |
| 9                 | Josefina Núñez     | República Dominicana | NM        |       |
| 10                | Joeanne Jadote     | Haiti                | NM        |       |
| 11                | María Cruz         | República Dominicana | NM        |       |

### Lançamento de dardo
Final  

| Posição           | Atleta          | Nacionalidade        | Resultado | Notas |
| ----------------- | --------------- | -------------------- | --------- | ----- |
| Medalha de ouro   | Dana Pounds     | Estados Unidos       | 55.24m    |       |
| Medalha de prata  | Krista Woodward | Canadá               | 50.63m    |       |
| Medalha de bronze | Dayamit Delgado | Cuba                 | 50.17m    |       |
| 4                 | Emma-Gene Evans | Santa Lúcia          | 49.72m    |       |
| 5                 | Dalila Rugama   | Nicarágua            | 49.31m    |       |
| 6                 | Gleni Florián   | República Dominicana | 42.46m    |       |
| 7                 | Kara Patterson  | Estados Unidos       | 41.76m    |       |
| 8                 | Coralys Ortiz   | Porto Rico           | 41.72m    |       |
| 9                 | Olga Cabral     | República Dominicana | 31.32m    |       |

### Heptatlo
Final  

| Colocação         | Atleta                 | Nacionalidade        | 100 m C/B           | SA           | AP            | 200 m              | SD                  | LD            | 800 m          | Total | Notas |
| ----------------- | ---------------------- | -------------------- | ------------------- | ------------ | ------------- | ------------------ | ------------------- | ------------- | -------------- | ----- | ----- |
| Medalha de ouro   | Gretchen Quintana      | Cuba                 | 13.60 (1.2) 1036pts | 1.71m 867pts | 11.99m 660pts | 24.27 (0.8) 955pts | 6.10m (-0.6) 880pts | 33.37m 541pts | 2:16.58 871pts | 5810  |       |
| Medalha de prata  | Juana Castillo         | República Dominicana | 13.80 (0.9) 1007pts | 1.71m 867pts | 13.36m 751pts | 24.87 (0.8) 899pts | 5.61m (-1.4) 732pts | 40.95m 686pts | 2:19.93 824pts | 5766  |       |
| Medalha de bronze | Yasmiany Pedroso       | Cuba                 | 13.90 (0.9) 993pts  | 1.71m 867pts | 13.74m 777pts | 25.73 (0.5) 821pts | 5.71m (-0.6) 762pts | 38.07m 630pts | 2:27.88 720pts | 5570  |       |
| 4                 | Jacquelyn Johnson      | Estados Unidos       | 13.60 (0.9) 1036pts | 1.74m 903pts | 11.58m 633pts | 25.18 (0.8) 870pts | 5.24m (-0.8) 626pts | 40.18m 671pts | 2:29.64 697pts | 5436  |       |
| 5                 | Tracy Partain          | Estados Unidos       | 13.60 (1.2) 1036pts | 1.71m 867pts | 11.32m 616pts | 25.22 (0.5) 867pts | 5.52m (-1.8) 706pts | 35.75m 586pts | 2:28.77 708pts | 5386  |       |
| 6                 | María Gabriela Carillo | El Salvador          | 14.70 (0.9) 882pts  | 1.68m 830pts | 9.08m 469pts  | 26.93 (0.5) 718pts | 5.59m (-0.6) 726pts | 34.64m 565pts | 2:29.07 705pts | 4895  |       |
| 7                 | Cloe Hewitt            | Canadá               | 15.20 (1.2) 815pts  | 1.44m 555pts | 10.58m 567pts | 25.82 (0.5) 813pts | 5.15m (-1.0) 601pts | 35.63m 584pts | 2:30.06 692pts | 4627  |       |
| 8                 | Cuquie Melville        | Trindade e Tobago    | 14.70 (1.2) 882pts  | 1.59m 724pts | 9.49m 496pts  | 26.73 (0.5) 734pts | 4.67m (-1.0) 472pts | 29.33m 464pts | 2:24.89 758pts | 4530  |       |
| 9                 | Adelle Johns           | Canadá               | 14.90 (0.9) 855pts  | 1.62m 759pts | 8.80m 451pts  | 27.80 (0.8) 647pts | 5.15m (-1.3) 601pts | 26.12m 403pts | 2:42.38 546pts | 4262  |       |
| 10                | Miriam Lizarraga       | México               | 15.90 (1.2) 727pts  | 1.56m 689pts | 9.92m 524pts  | 28.01 (0.5) 630pts | 4.85m (-0.7) 519pts | 30.61m 488pts | 2:30.85 682pts | 4259  |       |
| 11                | Natoya Baird           | Trindade e Tobago    | 15.60 (0.9) 764pts  | 1.62m 759pts | 10.23m 545pts | 28.17 (0.8) 617pts | 4.72m (-1.5) 485pts | 27.27m 425pts | 2:58.03 384pts | 3979  |       |
| 12                | Marilyn Núñez          | República Dominicana | 19.10 (1.2) 381pts  | 1.38m 491pts | 9.03m 466pts  | 28.97 (0.5) 556pts | 4.37m (-1.7) 396pts | 30.41m 484pts | 2:52.35 439pts | 3213  |       |
| 13                | Kytzzia Vázquez        | México               | 15.70 (0.9) 751pts  | 1.50m 621pts | 9.66m 507pts  | DNS 0pts           | DNS 0pts            | DNS 0pts      | DNS 0pts       | DNF   |       |

Legenda
| Recorde mundial       | Recorde mundial (World record)               |                       | Recorde africano                      | Recorde africano (African) |                                           | Q | Classificado por posição (Qualified) |
| Recorde do campeonato | Recorde do campeonato (Championship record)  | Recorde da América    | Recorde da América (Americas)         | q                          | Classificado por melhor tempo (Qualified) |   |                                      |
| Melhor marca do ano   | Melhor marca do ano (World leading)          | Recorde asiático      | Recorde asiático (Asian)              | DNS                        | Não largou (Did not start)                |   |                                      |
| Recorde nacional      | Recorde nacional (National record)           | Recorde europeu       | Recorde europeu (European)            | DNF                        | Não terminou (Did not finish)             |   |                                      |
| Recorde pessoal       | Recorde pessoal do atleta (Personal best)    | Recorde da Oceania    | Recorde da Oceania (Oceania)          | DSQ / DQ                   | Desclassificado (Disqualified)            |   |                                      |
| Recorde da temporada  | Recorde da temporada do atleta (Season best) | Recorde sul-americano | Recorde sul-americano (South America) | NM                         | Sem marca (No mark)                       |   |                                      |